# Европа (Македония)
Вижте пояснителната страница за други личности с името Европа.
Европа Македонска е дъщеря на македонския цар Филип II Македонски (382–336 г. пр. Хр.) и последната му съпруга от 337 г. пр. Хр., македонката Клеопатра Евридика (353–336 г. пр. Хр.), сестра на Хипострат и племенница на македонския генерал Атал. Тя е родна сестра на Каран и полусестра на Александър Велики.
През 336 г. пр. Хр. Европа е убитa още като бебе по нареждане на върналата се от изгнание Олимпия, а майка ѝ Клеопатра трябвало да се обеси.
Каран, като вероятен престолонаследник, е убит от Александър Велики.